# 杨亚峰
杨亚峰（1902年—1981年），本名杨奇志，号亚峰。江苏沭阳人。历任航空局副官，航空委员会中尉组长，中央政府航空学校中尉教官、上尉教官、中校教官，航空委员会中校参谋。抗日战争爆发后，任第七大队中队长、副大队长，第五轰炸机上校大队长等职。1946年起任空军总司令部绥远、江西、浙江、海南等地基地司令、少将防空副司令。1949年去台，当选台南市第二届议会议员。1981年逝世。

## 早年
杨亚峰祖居沭城，出生于沭阳新河。后考入沭阳师范讲习所。十九岁时毕业，入县立第一小学任会计。

## 军事生涯
县立第一小学任职后不久，由张宗昌所部倪占魁推荐并考试合格，入张宗昌在济南创办的山东航空教练所，学习驾驶飞机，次年毕业，成为沭阳历史上第一位飞上蓝天的人。
此时，国民革命军北伐军兴，张宗昌败退。王惟一、金恩心率山东空军飞机10架转投东北军，其余飞机及器材亦陆续运出关外，改隶东北航空。杨由此转任奉军空军中队长。
“九一八事变”之时，因不满“不抵抗政策”，驾机飞往南京投奔中央空军。不久，任中华民国空军侦查第一中队上尉中队长。1934年，任空军第五队队长。后因派系的原因饱受排挤，降为中尉并调至中央政府航空学校担任教官。越二年，由素与其相善的顾祝同从中斡旋，调回空军，任第七大队中队长、副大队长等职。

## 抗战
七七事变之后，杨亚峰带领机队先后转战各地，先后参加过上海、太原、武汉、长沙等地的保卫战，并多次立功，其中尤以太原空战中战功卓著。此役之后，连升三级，晋升为中校，任中华民国空军第五轰炸机大队大队长，王叔铭为副大队长。
但杨终以并非嫡系出身，而备受排挤，甚而转为地勤并一度赋闲。1944年，任空军第五路军中校参谋。

## 抗战后
1946年，调任北平防空司令部少将处长。1947年，调任绥远省防空指挥部副司令。1948年回南京，随后撤至广州、海南，曾任海南省海口市港口司令。之后撤至台湾，在台南闲住，曾当选台南市第二届议会议员。1981年5月27日逝世。